# Dominika Švarc Pipan
Dominika Švarc Pipan, slovenska političarka, pravnica in politologinja ; 9. julij 1978, Slovenj Gradec.
Dominka Švarc Pipan je slovenska pravnica, politologinja in političarka. Odraščala je na Koroškem, študirala pa v Ljubljani in Londonu. Delovala je v akademskih ustanovah v Sloveniji in tujini, med drugim je bila tožilka na mednarodnem kazenskem sodišču za nekdanjo Jugoslavijo ter strokovna sodelavka na Meddržavnem sodišču.
Je bivša članica stranke Socialni demokrati, dvakrat je kandidirala za poslanko v Državnem zboru Republike Slovenije, bila je tudi podpredsednica stranke. 1. junija 2022 je postala ministrica za pravosodje v 15. vladi Republike Slovenije, s funkcije je odstopila zaradi očitkov v povezavi z nakupom sodne stavbe na Litijski cesti v Ljubljani.

## Mladost in izobraževanje
Odraščala je v Dravogradu. Leta 1997 je maturirala na Gimnaziji Ravne na Koroškem. Nato se je vpisala na Pravno fakulteto v Ljubljani in jo zaključila leta 2003. Izobraževanje je nadaljevala na Londonski šoli za ekonomijo in politične vede, leta 2011 pa doktorirala iz politologije na Fakulteti za družbene vede v Ljubljani. V mladosti je trenirala odbojko.
Med letoma 2010 in 2016 je bila tožilka na Mednarodnem kazenskem sodišču za nekdanjo Jugoslavijo in mednarodnem rezidualnem mehanizmu za kazenska sodišča ter kot strokovna sodelavka na Meddržavnem sodišču v Haagu. Kot predavateljica in raziskovalka je delovala v več državah in med drugim objavila preko 50 znanstvenih in strokovnih člankov in preko 100 prispevkov na domačih in mednarodnih konferencah.

## Politika
Na državnozborskih volitvah leta 2018 je na listi Socialnih demokratov kandidirala v okraju Radlje ob Dravi. Prejela je 1.794 oz. 16,74 odstotka glasov in zasedla drugo mesto v okraju. Med septembrom 2018 in marcem 2020 je bila državna sekretarka na Ministrstvu za pravosodje Republike Slovenije. 10. oktobra 2020 je bila izvoljena za podpredsednico stranke Socialni demokrati. Za stranko je kandidirala tudi na državnozborskih volitvah leta 2022. V volilnem okraju Ljubljana Vič - Rudnik 2 je prejela 759 oz. 6,08 % glasov in ni bila izvoljena za poslanko.

### Ministrica za pravosodje
1. junija 2022 je bila potrjena za ministrico za pravosodje v 15. vladi Republike Slovenije pod vodstvom Roberta Goloba. Pred imenovanjem je v javnosti zaokrožila novica, da naj bi se Švarc Pipanova o pravosodnem položaju z Golobom pogovarjala kmalu po volitvah, in sicer mimo vednosti stranke, kar je sama zanikala in govorice označila kot "nož v hrbet" s strani članov lastne stranke. Za mesto podpredsednice stranke se je potegovala tudi na kongresu 8. oktobra 2022, a ga ni osvojila.
4. januarja 2024 je Slovensko sodniško društvo ministrico Dominiko Švarc Pipan in predsednika vlade Roberta Goloba pozvalo k odstopu zaradi neuresničitve odločbe Ustavnega sodišča Republike Slovenije o sodniških plačah. Sodišče je namreč junija 2023 ugotovilo neskladje. Pravosodno ministrstvo je pripravilo predlog povišanja plač za tisoč evrov bruto, a je ministrica Švarc Pipan ocenila, da ne uživa podpore vlade. 4. januarja 2024 je odstop z mesta državne sekretarke na ministrstvu za pravosodje podala Valerija Jelen Kosi, ki je v odstopni izjavi zapisala, da je bilo ministrstvu "Izrecno odsvetovano (prepovedano?), da se ukvarja s problematiko sodniških plač, ker je to pristojnost Ministrstva za javno upravo." Ob tem so sodniki izvedli enourni opozorilni protest in napovedali okrnjeno delo med 10. in 24. januarjem 2024. Stavko so med drugim podprli tudi v Društvu državnih tožilcev Slovenije, kjer so protest izvedli 31. januarja 2024.

### Afera Litijska
Na seji 27. decembra 2023 je Golobova vlada potrdila nakup poslovne stavbe na Litijski cesti 51 v Ljubljani, s čimer bi Ministrstvo za pravosodje pridobilo lastne poslovne prostore za potrebe Upravnega, Delovnega in socialnega ter Višjega delovnega in socialnega sodišča v Ljubljani. Ministrstvo je prodajalcu Sebastjanu Vežnaverju nakazalo kupnino 7.690.350 evrov, a stavbe ob tem še ni prevzelo. Mediji so čez nekaj dni razkrili, da je Vežnaver stavbo leta 2019 kupil za 1,7 milijona evrov, ob nakupu ministrstva pa je bila tudi v izredno slabem stanju. Zadevo je začel preiskovati tudi Nacionalni preiskovalni urad. Ugotovljenih je bilo tudi več nepravilnosti pri oceni in izmeri stavbe, zato je ministrstvo za pravosodje naročilo novo in s prodajalcem sklenilo aneks k pogodbi. Ministrica Dominika Švarc Pipan je večkrat zatrdila, da ne bo odstopila, je pa bil razrešen generalni sekretar ministrstva Uroš Gojkovič. Napovedala je, da bo državno odvetništvo preverilo možnosti za ugotavljanje ničnosti ali razveljavitve pogodbe. Od Švarc Pipanove je dodatna pojasnila zahteval tudi predsednik vlade Robert Golob, poslanska skupina SD pa naj bi ji odrekla podporo. Švarc Pipanova je sicer medtem izgubila tudi podporo javnosti, anketa ki jo je izvedel inštitut Mediana je pokazala, da 51 % javnosti meni, da so zahteve po njenem odstopu upravičene.
Predsedstvo stranke SD se je sestalo v ponedeljek, 29. januarja 2024, in razpravljalo o odgovornosti ministrice. Na sestanku so ministrico Dominiko Švarc Pipan pozvali k odstopu s položaja. Naslednjega dne se je zvečer sestala še s premierjem Robertom Golobom. 31. januarja je sporočila, da s položaja ne namerava odstopiti, saj da bi to pomenilo nadaljevanje spornih potez na ministrstvu. Po njenih besedah je afero "zakuhala" skupina uradnikov ministrstva in nekaterih članov stranke SD, s ciljem pridobitve protipravne koristi. Predsednica SD Tanja Fajon se je na izjavo odzvala z besedami, da se ministrica poslužuje manipulacij in laži ter da je ogorčena nad njenimi obtožbami.
Po poročanju medijev naj bi bili vpleteni v ozadje spornega nakupa stavbe tarče groženj. O tem so bile obveščene pristojne varnostne služne, ministrici Dominiki Švarc Pipan je bilo odrejeno policijsko varovanje.
Po večernem sestanku dne 5. februarja 2024 je ministrica predsedniku vlade ponudila svoj odstop. Predsednik vlade je naslednjega dne sporočil, da bo odstop sprejel. Odstopno izjavo je v Državni zbor poslal 15. februarja 2024, poslanci so se z odstopom seznanili na izredni seji dan kasneje 16. februarja.
Švarc Pipan je 12. februarja 2024 po tem, ko ni bila vabljena ne na konferenco, ne na predsedstvo stranke, izstopila iz Socialnih demokratov.

## Zasebno
Od leta 2017 je poročena z Matijo Pipanom. Leta 2020 se jima je rodila hči. Tekoče govori angleško, srbsko, bosansko in hrvaško, sorazmerno dobro tudi nemško in špansko, pasivno zna tudi francosko in nizozemsko.